# Eduardo Riedel
Eduardo Riedel (rojen v 5. julij 1969) je brazilski poslovnež in politik, na volitvah leta 2022 je bil izvoljen za guvernerja Mato Grosso do Sul. Pred tem je bil državni sekretar za infrastrukturo Mato Grosso do Sul od 22. februarja 2022 do 1. januarja 2023. Riedel je bil leta 1999 predsednik unije Maracaju in podpredsednik Zveze za kmetijstvo in živinorejo Mato Grosso do Sul, bil pa je tudi direktor Nacionalne konfederacije za kmetijstvo (CNA).
Med letoma 2012 in 2014 je bil predsednik Famasula, kmalu zatem je zasedel položaj državnega sekretarja za vlado in strateško upravljanje Mato Grosso do Sul v času vlade Reinalda Azambuje, na katerem je bil položaj do leta 2021. Julija 2021 ga je Reinaldo Azambuja imenoval za predsednika upravnega odbora programa za zdravje in varnost v gospodarstvu (Prosseguir).
Leta 1994 se je poročil z Mônico Morais Dias Riedel, s katero ima dva otroka: Marcelo in Rafaela.